# Ytre Oppedal
 (septembre 2018).
Ytre Oppedal est une localité du comté de Vestland, en Norvège.

## Géographie
Administrativement, Ytre Oppedal fait partie de la kommune de Gulen.